# Lilian Egloff
Lilian Egloff (* 20. August 2002 in Heilbronn) ist ein deutscher Fußballspieler und steht aktuell beim Karlsruher SC unter Vertrag.

## Karriere

### Verein
Egloffs Mutter stammt aus der Schweiz, sein Vater aus der Türkei. Er spielte in der Jugend zunächst für die TSG Bretzfeld-Rappach und wurde für diesen Verein zudem in Leichtathletik-Wettbewerben Kreismeister. 2012 wechselte er ins Nachwuchsleistungszentrum des VfB Stuttgart. Bereits zur Saison 2018/19 wurde der Mittelfeldspieler als 16-Jähriger in die U19 des Vereins integriert und kam für sie auf 15 Spiele in der A-Junioren-Bundesliga. Auch für die B-Jugend kam er weiterhin zum Einsatz (zehn Tore und sechs Vorlagen in 13 Partien). Während das Finale um die A-Jugend-Meisterschaft gegen Borussia Dortmund verloren ging, war Egloff mit Stuttgarts U19 im DFB-Juniorenpokal erfolgreich. Beim 2:1 im Finalspiel gegen RB Leipzig erzielt er beide Treffer.
Für die erste Mannschaft des VfB Stuttgart gab Egloff am 5. Februar 2020 im DFB-Pokal 2019/20 gegen Bayer 04 Leverkusen sein Debüt im Herrenbereich und konnte nach mehrmaliger Spieltagskaderzugehörigkeit am 23. Spieltag der Spielzeit 2019/20 beim 2:0 über den SSV Jahn Regensburg auch erstmals in der 2. Bundesliga auflaufen.
An seinem 18. Geburtstag verlängerte Egloff seinen Vertrag beim VfB bis Ende Juni 2024. Nachdem er in den folgenden Spielzeiten auch aufgrund zahlreicher Verletzungen nie über die Rolle des Ergänzungsspielers hinausgekommen war, verzichtete der VfB auf eine Verlängerung des Vertrags und gab Egloffs Abschied zum Ende der Saison 2023/24 bekannt.
Anfang September 2024 wurde Egloff vom Zweitligisten Karlsruher SC unter Vertrag genommen. Zunächst kam er über die Rolle des Ergänzungsspielers und damit einhergehende Kurzeinsätze nicht hinaus. Erst gegen Saisonende, als dem KSC verletzungsbedingt kein einziger etatmäßiger Stürmer zur Verfügung stand, wurde Egloff in die Startelf berufen. Am letzten Spieltag der Saison 2024/25 erzielte er beim 3:0-Heimsieg gegen den SC Paderborn seine ersten beiden Treffer in der 2. Bundesliga.

### Nationalmannschaft
2017 lief Egloff einmal für die U15 Deutschlands auf und erzielte einen Treffer gegen die Niederlande.

## Erfolge
- Aufstieg in die Bundesliga: 2020 (VfB Stuttgart)
- Meister der Regionalliga Südwest und Aufstieg in die 3. Liga: 2024 (VfB Stuttgart II)
- Deutscher A-Junioren-Pokalsieger: 2019 (VfB Stuttgart U19)